# Robertson River
Robertson River är ett vattendrag i Australien. Det ligger i delstaten Queensland, omkring 1 400 kilometer nordväst om delstatshuvudstaden Brisbane.
Omgivningarna runt Robertson River är huvudsakligen savann. Trakten runt Robertson River är nära nog obefolkad, med mindre än två invånare per kvadratkilometer. Genomsnittlig årsnederbörd är 819 millimeter. Den regnigaste månaden är februari, med i genomsnitt 219 mm nederbörd, och den torraste är augusti, med 2 mm nederbörd.